# Softball na Olimpijskim igrama
Softbol na Olimpijskim igrama se u programu pojavio na Igrama u Atlanti 1996. godine, i to u disciplini ženskih momčadi, te je od softbol za žene tada standardno u programu. Muškarci se nisu natjecali na OI u ovom sportu.
Međunarodni olimpijski odbor odlučio je da ovaj sport ne će biti u programu OI 2012.

## Osvajačice odličja na OI u softballu
| Olimpijske igre | Zlato | Srebro     | Bronca     |
| --------------- | ----- | ---------- | ---------- |
| Peking 2008.    | Japan | SAD        | Australija |
| Atena 2004.     | SAD   | Australija | Japan      |
| Sydney 2000.    | SAD   | Japan      | Australija |
| Atlanta 1996.   | SAD   | Kina       | Australija |